# Victor Nurenberg
Victor (Vic) Nurenberg est un footballeur international luxembourgeois, né le 22 novembre 1930 à Differdange (Luxembourg) et mort le 22 avril 2010 à Nice (France).

## Biographie
Il se fait connaître avec l'OGC Nice, club dont il est toujours le meilleur buteur de l'histoire parmi l'élite (89 buts) et avec lequel il remporte 3 championnats et 2 coupes de France.
Avec les Aiglons, il atteint les 1/4 de finale de la Coupe d'Europe des Clubs Champions en 1957 et en 1960, les deux fois éliminé par le Real Madrid. D'ailleurs, le 4 février 1960, lors du 1/4 de finale aller, il inscrit un triplé contre le club espagnol pour une victoire 3-2 (au retour, Nice perd 4-0 et est donc éliminé), il s'agissait la de la première victoire d'un club français en coupe d'europe contre le grand Réal de Madrid. La saison suivante, il signe au FC Sochaux, à l'Olympique lyonnais, puis au SC Bastia, sans connaître le même succès.
Avec sa sélection nationale, il participe aux Jeux Olympiques en 1952 et dispute aussi les 1/4 de finale du Championnat d'Europe des Nations en 1964, échouant de peu pour le tournoi final contre le Danemark, après une défaite 1-0 en match d'appui.
En 2022, le magazine So Foot le classe dans le top 1000 des meilleurs joueurs du championnat de France, à la 88e place.

## Carrière
- 1946-1951 :  Progrès Niedercorn
- 1951-1960 :  OGC Nice
- 1960-1962 :  FC Sochaux-Montbéliard
- 1962-1963 :  Olympique lyonnais
- 1963-1964 :  SÉC Bastia
- 1964-1966 :  Spora Luxembourg[3]

## Palmarès

### En club
- Champion de France en 1952, 1956 et 1959 avec l'OGC Nice
- Vainqueur de la Coupe de France en 1952 et 1954 avec l'OGC Nice
- Vainqueur de la Coupe de Luxembourg en 1965 et 1966 avec le Spora Luxembourg
- Finaliste de la Coupe de France en 1963 avec l'Olympique lyonnais

### En équipe du Luxembourg
- 19 sélections et 5 buts entre 1950 et 1964

### Distinction personnelle
- Fait Chevalier de l'ordre de Mérite du Grand-Duché de Luxembourg en 2008[5].

## Source
- Marc Barreaud, Dictionnaire des footballeurs étrangers du championnat professionnel français (1932-1997), l'Harmattan, 1997.